# Tomás Antonio Valle
Tomás Antonio Valle (Buenos Aires, 24 de marzo de 1757 - 1 de mayo de 1830) fue un abogado y jurista argentino, que formó parte de la Asamblea del Año XIII y ejerció diversos cargos judiciales durante la emancipación de la Argentina.

## Biografía
Su padres eran Luisa Ramos, y el barcelonés radicado en Buenos Aires, Antonio Valle, capitán de infantería. Era hermano de Ana María Valle, madre del dr Mariano Moreno, considerado uno de los ideólogos de la Revolución de Mayo, y hermano de María Antonia Valle, madre de Ángel Salvadores, Bonifacio Salvadores, Desiderio Salvadores, Gregorio Salvadores, José María Salvadores, Juan José Salvadores, Lucio Salvadores, Manuel Salvadores, Pedro Salvadores, Toribio Salvadores, vinculados al Partido Unitario.
Hizo sus estudios en su ciudad natal y los completó en Charcas, obteniendo el título de licenciado y bachiller en derecho egresado de la Universidad Mayor Real y Pontificia San Francisco Xavier de Chuquisaca en el año 1785.
De regreso en Buenos Aires, se matriculó como abogado ante la Real Audiencia de Buenos Aires, ejerciendo su profesión durante muchos años; se destacó en la defensa de dos inmigrantes franceses acusados de conspiración, causa que reveló que en la ciudad colonial se estaban lentamente comenzando a gestar inquietudes políticas, que muchos años más tarde desembocarían en la independencia de la región. Como en otras oportunidades similares, su rival en esta ocasión fue el alcalde Martín de Álzaga.
Durante los hechos de la Revolución de Mayo se mantiene alejado de la política, mientras su sobrino, Mariano Moreno, se desempeña como secretario de Guerra y Gobierno de la Primera Junta. Tras la revolución del 5 y 6 de abril de 1811, es nombrado secretario de la Sociedad Patriótica y Literaria. Luego, el primer Triunvirato lo nombraría asesor de juzgados, cargo desde el cual intervino en el juicio contra Juan José Castelli por su actuación durante la expedición al Alto Perú. Desde enero de 1812 fue camarista de la Capital, nombrado por el Triunvirato, y —tras la caída de este gobierno— asesor de Gobierno del Segundo Triunvirato.
A fines de 1812, cuando fue convocada la Asamblea General Constituyente, cada ciudad de la Provincias Unidas debía elegir un diputado. El teniente gobernador de San Juan presionó para que fuese elegido, no un ciudadano de esa provincia, sino algún abogado residente en Buenos Aires, donde se iba a reunir la Asamblea; resultó nombrado para el cargo Tomás Valle, que jamás había tenido vínculo alguno con San Juan. Se incorporó a la Asamblea en su primera sesión, en enero de 1813, y permaneció en ella hasta la última, en enero de 1815. Dado que era el diputado de más edad, fue el primer presidente de la Asamblea.
Formó parte de la Comisión de Residencia, que debía juzgar las actuaciones de los sucesivos gobiernos habidos desde la Revolución de Mayo. La actuación de la Comisión terminó por sancionar una amnistía general a todos los gobiernos anteriores, con la sola excepción de Cornelio Saavedra y Joaquín Campana, líderes de la Junta Grande, a quienes se culpó de todos los males ocurridos al país desde la Revolución.
Pese a su completa identificación con la Logia Lautaro y con el partido de Carlos María de Alvear, logró que no se lo molestase mayormente a la caída del gobierno de este último en abril de 1815. Fue nombrado auditor general del Ejército y dos años más tarde formó parte de una comisión judicial especial creada para aligerar las causas por robos, hurtos y abigeato que agobiaban a los tribunales.
Tras el período de la anarquía de 1820 volvió a figurar en cargos públicos: fue profesor en la recién fundada Universidad de Buenos Aires, y formó parte de la Cámara de Apelaciones de la provincia de Buenos Aires —máxima autoridad judicial en esa época. Tras el paso por la presidencia de Bernardino Rivadavia, con quien no tenía buenas relaciones, fue nuevamente miembro de la Cámara de Apelaciones y principal asesor jurídico del gobernador Manuel Dorrego, que también lo nombró auditor de Guerra y Marina. Esto le valió ser expulsado de todos sus cargos por Juan Lavalle cuando este derrocó e hizo fusilar a Dorrego.
Falleció en Buenos Aires el 1 de mayo de 1830.
Estaba casado con María del Carmen Morales, con quien tuvo cinco hijos, entre ellos Josefa Rita Valle, cuyo esposo, José María Salvadores, protagonizó un curioso incidente durante el gobierno de Juan Manuel de Rosas, al ser perseguido por la Mazorca, se mantuvo ocultó doce años en el sótano de su casa, del cual se cree que no salió hasta después de la batalla de Caseros. Jorge Luis Borges narra esta historia en el texto "Pedro Salvadores", aunque confunde a José con su hermano Pedro. Una calle de Buenos Aires en el barrio de Caballito lleva su nombre.